# 스퍼맨
《스퍼맨》는 매주 토요일, 하일권 작가가 네이버 만화에서 매주 토요일에 연재하는 대한민국의 웹툰이다.

## 등장인물
- 김기두